# Cirrhilabrus rubriventralis
Cirrhilabrus rubriventralis е вид лъчеперка от семейство Labridae.

## Разпространение
Видът е разпространен в Джибути, Египет, Еритрея, Йемен, Израел, Индонезия, Йордания, Оман, Саудитска Арабия, Сомалия и Судан.